# Alpenus maculosa
Espèce
Alpenus maculosus est une espèce de papillons de nuit de la famille des Erebidae. 

## Répartition
Alpenus maculosus se rencontre le long de la côte de l'Or et à Lagos, en Sierra Leone, en Guinée, en Angola, au Cameroun, au Nigeria, en République du Congo, en Ouganda et au Zimbabwe.

## Description
Les larves se nourrissent de Commelina, Aster, Bidens pilosa, Senecio abyssinicus, Ipomoea, Zea mays, Arachis hypogaea, Phaseolus, Pseudarthria, Voandzeia subterranea, Gossypium et Theobroma cacao .

## Systématique
L'espèce Alpenus maculosus a été décrite pour la première fois en 1781 par le naturaliste néerlandais Caspar Stoll (1725-1791).
Alpenus maculosa a pour synonymes :
- Alpenus aequalis Walker, 1855
- Alpenus assimilis Hübner, 1820
- Alpenus eyralpenus Plötz, 1880
- Alpenus indeterminata Walker, 1855
- Alpenus kordofanus Wichgraf, 1922
- Alpenus macularia Walker, 1865